# Presidente João Goulart
Presidente João Goulart é um bairro do distrito da sede, no município gaúcho de Santa Maria, Brasil. Localiza-se na região nordeste da cidade.
O bairro Presidente João Goulart possui uma área de 1,7471 km² que equivale a 1,43% do distrito da Sede que é de 121,84 km² e  0,0975% do município de Santa Maria que é de 1791,65 km².

## História
O bairro já existia oficialmente em 1986 e, em 2006, quando a Sede teve sua nova divisão em bairros, o território teve poucas mudanças em seus limites. Uma dessas mudanças foi o ganho de área com a passagem do seu limite oriental do Rio Vacacaí-Mirim para a BR-158 abrangendo uma área até então sem-bairro. Outra mudança foi a perda de área onde está localizada a oficina da RFFFSA pro vizinho Km 3.

## Limites
Limita-se com os bairros: Campestre do Menino Deus, Itararé, Km 3, Menino Jesus, Nossa Senhora das Dores.
Descrição dos limites do bairro: A delimitação inicia no ponto de projeção do eixo da ponte da Rua Euclides da Cunha sobre o eixo da linha férrea Santa Maria – Porto Alegre, segue-se a partir daí pela seguinte delimitação: eixo da linha férrea Santa Maria – Porto Alegre, no sentido leste, contornando para sudeste, até encontrar a projeção do eixo da Rua Montanha Russa; linha reta que parte deste ponto, no sentido nordeste, até encontrar outro ponto do eixo da Rua Armando Cecim, esquina com a projeção da Rua Montanha Russa; eixo desta última Rua, no sentido nordeste, contornando para noroeste; eixo da taipa da Barragem do Vacacaí-Mirim, no sentido sudeste; eixo do corredor que liga esta taipa com a Rodovia BR-158; linha da faixa de domínio leste desta Rodovia; eixo da linha férrea Santa Maria – Porto Alegre, no sentido noroeste; leito da sanga afluente do Rio Vacacaí-Mirim, coincidente com o limite noroeste das oficinas do Km 3, no sentido a montante; fundo dos lotes que confrontam ao nordeste com a Rua Antônio Abraão Berleze, no sentido noroeste; eixo da Rua Luiz Tombesi, no sentido nordeste; eixo da Rua Antônio Abrahão Berleze, no sentido norte; eixo da Rua Carlos Schirmer, no sentido oeste; eixo da Rua Euclides da Cunha, no sentido norte, até encontrar o ponto de projeção do eixo da linha férrea Santa Maria – Porto Alegre, início desta demarcação.

## Unidades residenciais
O bairro Presidente João Goulart, pertencente ao distrito da Sede, é uma unidade de vizinhança que contém as seguintes unidades residenciais:
| # | Unidade residencial | Localização                       | Limites | Obs. |
| - | ------------------- | --------------------------------- | --- | ---- |
| 1 | João Goulart        | 29° ' " S 53° ' " O               | Toda a área do perímetro do bairro Presidente João Goulart sem denominação específica. |      |
| 2 | Vila Fredolina      | 29° 41' 05.45" S 53° 47' 27.22" O | A unidade residencial urbana que limita ao norte com o prolongamento da Rua Major Duarte; ao leste, com o eixo da Rua Zola Kieling; ao sul, com o eixo da Rua Tenente Miranda e ao oeste com a Rua Euclides da Cunha. |      |
| 3 | Vila Nova           | 29° 40' 52.59" S 53° 47' 30.66" O | A unidade residencial urbana que limita ao norte, nordeste e leste com a linha férrea Santa Maria - Porto Alegre; ao sul, com a Rua Professor Fontoura Ilha e oeste, sul e oeste, respectivamente, com as Ruas Zola Kieling e Euclides da Cunha. |      |
| 4 | Vila Operária       | 29° 41' 05.62" S 53° 47' 27.91" O | A unidade residencial urbana que limita ao norte com o eixo da Rua Tenente Miranda; a leste, com a Rua Antônio Abrahão Berleze; a sul com a Rua Sargento Floriano Carrion e a oeste, com a Rua Euclides da Cunha. |      |
| 5 | Vila Schirmer       | 29° 41' 07.70" S 53° 46' 51.75" O | A unidade residencial urbana cuja delimitação inicia no cruzamento da Rua Professor Fontoura Ilha com o extremo sul da Rua Zola Kieling e extremo norte da Rua Antônio Abrahão Berleze; segue-se a partir daí, pelo eixo da Rua Professor Fontoura Ilha, até encontrar a linha férrea Santa Maria - Porto Alegre; daí, parte-se por três segmentos de linha reta ligando o extremo norte das Ruas Florisbino Antônio Figueiró, Luiz Castagna e leito do Rio Vacacaí-Mirim, num ponto que dista 100 metros acima do eixo da Rua Professor Fontoura Ilha; deste ponto, segue-se a montante, por este Rio, defletindo-se a direita por uma sanga afluente deste Rio, a montante, até o eixo da BR-158, num ponto que dista 350 metros ao sul do acesso do Belvedere; daí, segue-se no sentido sul pela Rodovia, defletindo-se ao sul, pela divisa oeste da Vila Bilibiu, ao noroeste pela linha férrea Santa Maria/Porto Alegre; a montante, por uma sanga, afluente do Rio Vacacaí-Mirim, que limita ao sudeste com o chamado telão das oficinas do Km 3; pelo fundo dos lotes que confrontam ao nordeste com a Rua Antônio Abrahão Berleze; pela Rua Luiz Tombesi, no sentido norte, e novamente, pela Rua Antônio Abrahão Berleze, no sentido norte, até encontrar o eixo da Rua Professor Fontoura Ilha, início desta demarcação. |      |

## Demografia

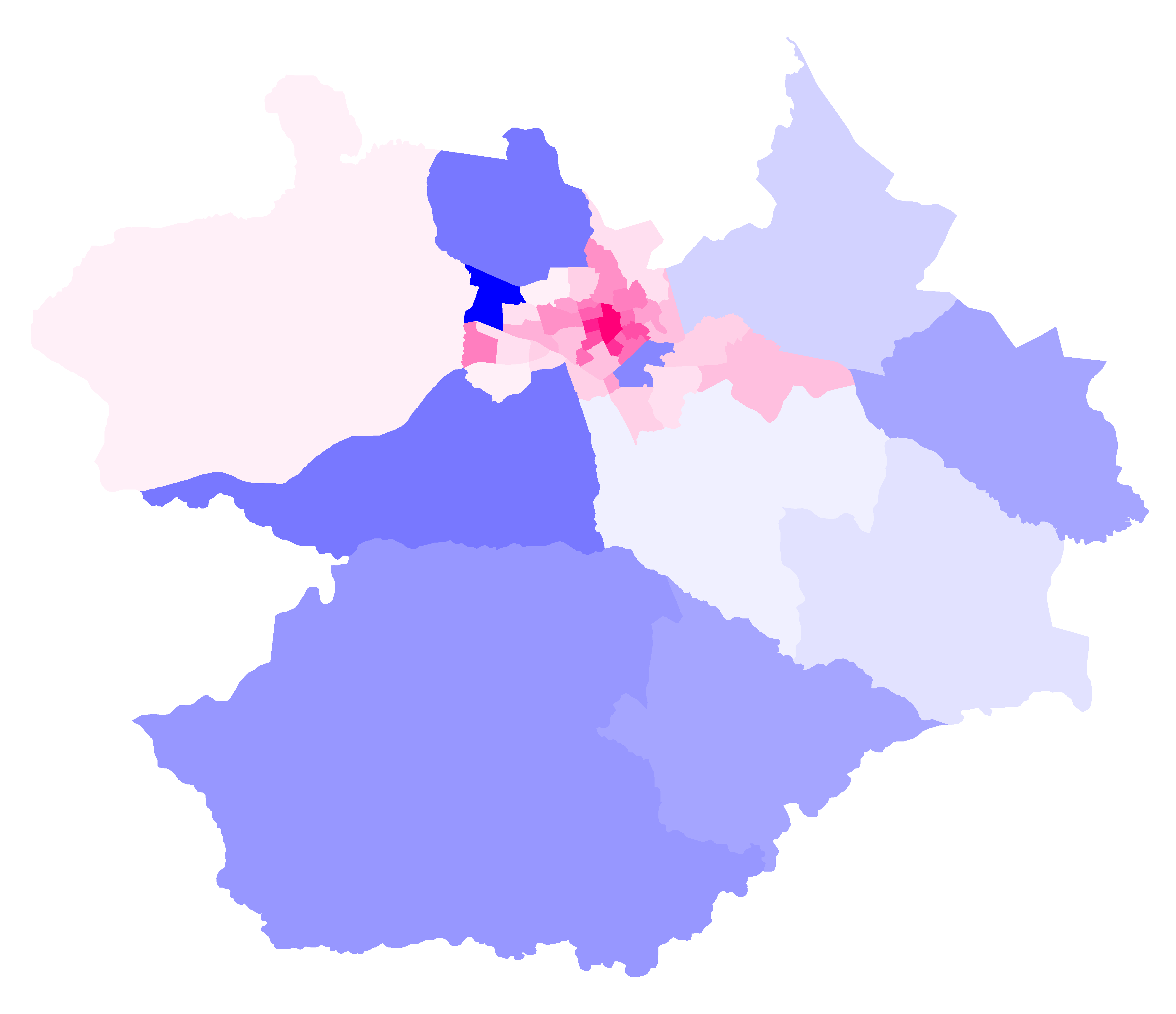
Mapa do município de Santa Maria com as divisões em bairros. Em escalas de azul os bairros com predominância masculina e em escalas de rosa os bairros com predominância feminina. Observa-se que quanto melhor a infraestrutura e o acesso a ela mais convidativo o bairro é para a população feminina. E, reciprocamente, podemos reconhecer os bairros com melhor infraestrutura observando onde a população feminina está concentrada.

Segundo o censo demográfico de 2010, Presidente João Goulart é, dentre os 50 bairros oficiais de Santa Maria:
- Um dos 41 bairros do distrito da Sede.
- O 16º bairro mais populoso.
- O 33º bairro em extensão territorial.
- O 16º bairro mais povoado (população/área).
- O 24º bairro em percentual de população na terceira idade (com 60 anos ou mais).
- O 34º bairro em percentual de população na idade adulta (entre 18 e 59 anos).
- O 18º bairro em percentual de população na menoridade (com menos de 18 anos).
- Um dos 39 bairros com predominância de população feminina.
- Um dos 30 bairros que não contabilizaram moradores com 100 anos ou mais.

Distribuição populacional do bairro
1. Total: 6.252 (100%)
  1. Urbana: 6.252 (100%)
  2. Rural: 0 (0%)
2. Homens: 2.944 (47,09%)
  1. Urbana: 2.944 (100%)
  2. Rural: 0 (0%)
3. Mulheres: 3.308 (52,91%)
  1. Urbana: 3.308 (100%)
  2. Rural: 0 (0%)